# Nabalus roanensis
Nabalus roanensis là một loài thực vật có hoa trong họ Cúc. Loài này được (Chick.) Chick. miêu tả khoa học đầu tiên năm 1881.